# Bīābād-e Şāleḩ
Bīābād-e Şāleḩ (persiska: بی آباد صالح, Behābād-e Şāleḩ, Behābād) är en ort i Iran.   Den ligger i provinsen Kermanshah, i den västra delen av landet, 500 km väster om huvudstaden Teheran. Bīābād-e Şāleḩ ligger 714 meter över havet och antalet invånare är 207.
Terrängen runt Bīābād-e Şāleḩ är kuperad åt nordväst, men åt sydost är den platt. Bīābād-e Şāleḩ ligger nere i en dal.Runt Bīābād-e Şāleḩ är det ganska glesbefolkat, med 38 invånare per kvadratkilometer. Närmaste större samhälle är Gīlān-e Gharb, 8,0 km sydost om Bīābād-e Şāleḩ. Omgivningarna runt Bīābād-e Şāleḩ är i huvudsak ett öppet busklandskap.